# Kerk van Wijnjeterp
De kerk van Wijnjeterp is een kerkgebouw in Wijnjewoude in de Nederlandse provincie Friesland.

## Beschrijving
De kerk uit 1778 is gebouwd in opdracht van Daniël de Blocq-Lycklama à Nijeholt ter vervanging van een kerk uit 1723 die op een andere plaats stond. De zaalkerk met rondboogvensters en driezijdige koorsluiting heeft een houten geveltoren.
Op de panelen van de preekstoel in Lodewijk XVI-stijl afbeeldingen in reliëf van Mozes met de Tien geboden en de vier evangelisten: Matteüs (engel), Marcus (leeuw), Lucas (os) en Johannes (engel).
Het orgel van een onbekende orgelbouwer werd in 1914 geleverd door Jan Proper. In 2005 is het orgel gewijzigd door S. Haarsma.
Op het kerkhof staat een klokkenstoel met drie klokken.

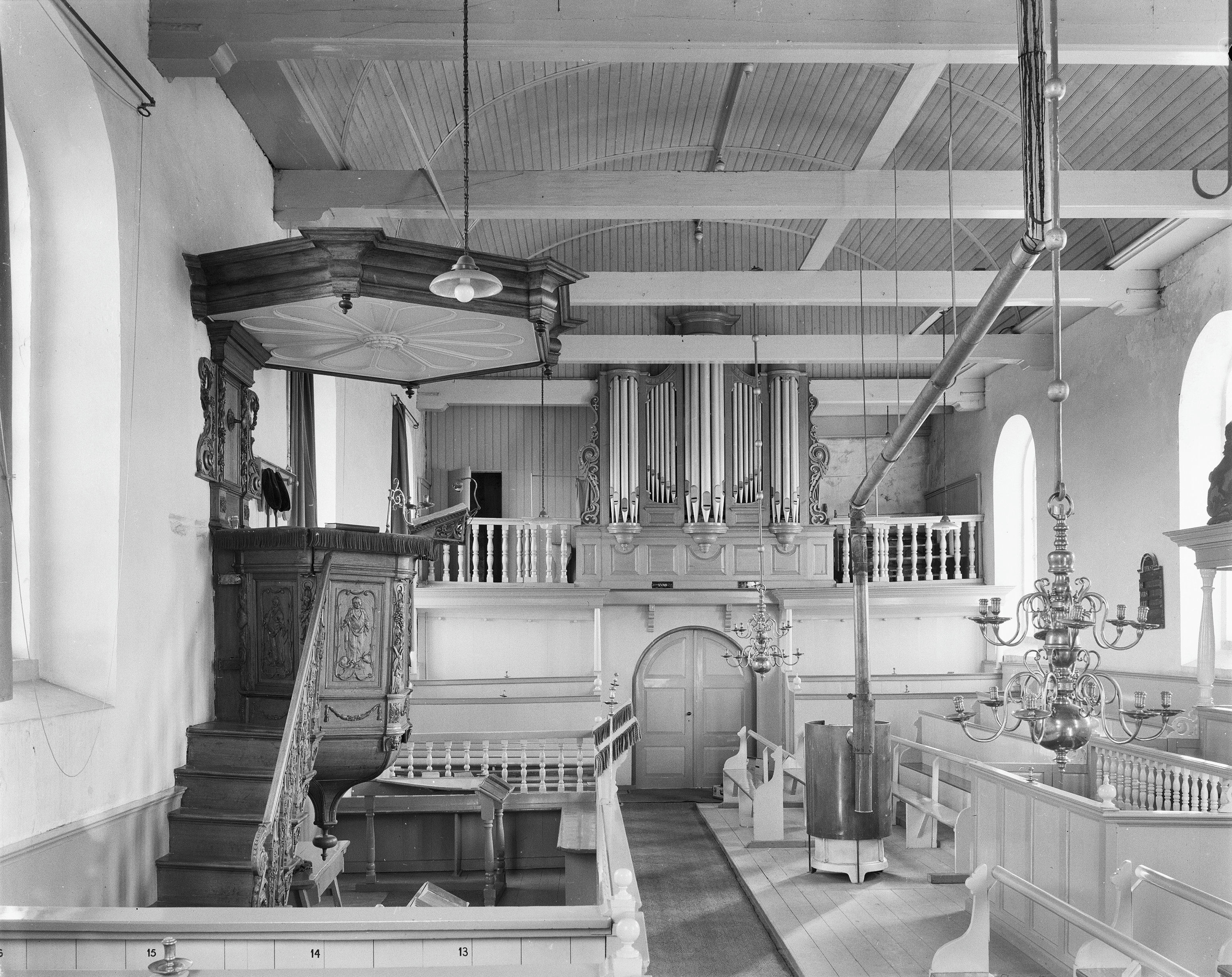
Interieur naar het westen (1967)
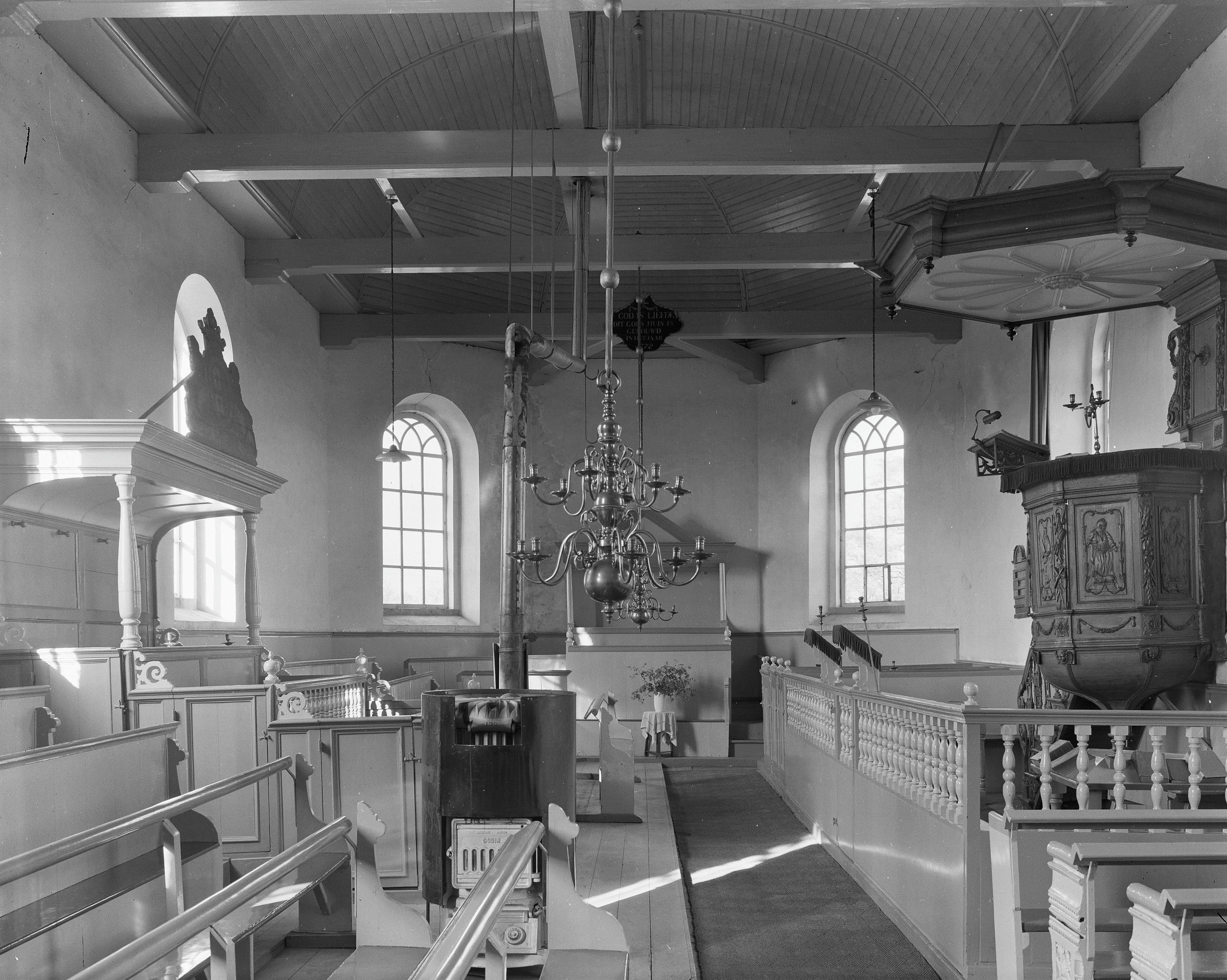
Interieur naar het oosten
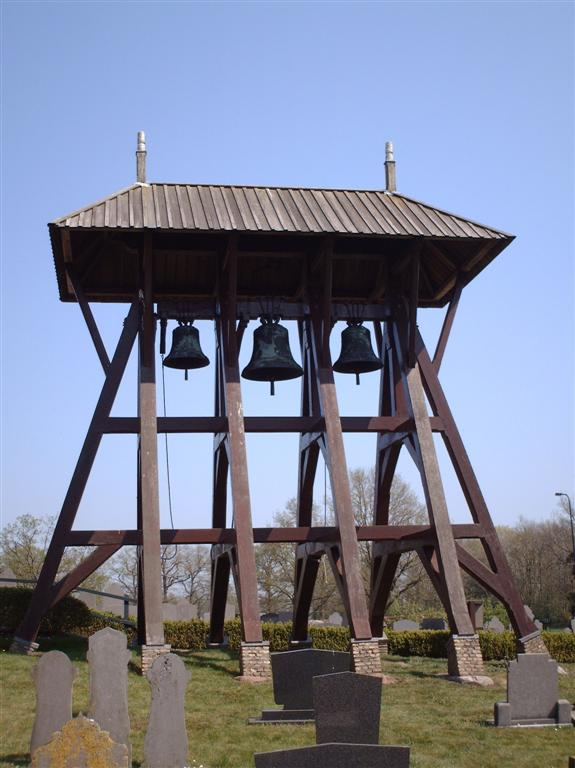
Klokkenstoel (2007)